# تفسیر ابوالفتح دیلمی
تفسیر القرآن الکریم، معروف به تفسیر ابوالفتح دیلمی اثر ابوالفتح الناصر فرزند حسین بن محمد از نوادگان حسن مجتبی معروف به ابوالفتح دیلمی از مشاهیر بزرگان زیدیه. 
این تفسیر به زبان عربی در چهار جلد بزرگ شامل تفسیر قرآن کریم به شیوه روائی و کلامی است. مفسر پس از ذکر آیات به شرح و تفسیر و بیان غرائب آنها می‌پردازد. دو تفسیر دیگر از ابوالفتح الناصر دیلمی ذکر کرده‌اند: 
- العهد الاکید فی تفسیر قرآن المجید
- البرهان فی تفسیر غریب القرآن.